# Frans van Barschot
Frans van Barschot (1942-2022) was een lichtontwerper, cameraman en fotograaf, werkzaam voor de Nederlandse televisie en voor diverse onafhankelijke filmmakers.
Zijn eerste grote opdracht als cameraman was voor de Fred Haché Show (VPRO, 1971-1972). Vanaf midden jaren zeventig ging Van Barschot zich meer toeleggen op lichtontwerp, waaronder de televisiefilm Cyrano de Bergerac (KRO, reg. Frits Butzelaar, Ko van Dijk, 1975). Als lichtontwerper werkte hij mee aan diverse spraakmakende programma’s, zoals de satire Reagan: Let’s Finish the Job (VPRO, reg. Edwin de Vries, 1986) en de serie We Zijn weer thuis (VPRO, reg. Wim T. Schippers, 1989-1994), waarin hij ook te zien als cameo (scheepskok). Hij was daarnaast als director of photography (DOP) betrokken bij zeer uiteenlopende producties, zoals Langs de kant van de weg (NOS, reg. Jan Keja, 1990), een gedramatiseerde serie over het leven van Vincent van Gogh, opgenomen op locatie in Nederland, België en Frankrijk, de soap opera Foreign Affairs (1992), een door TROS/Veronica uitgezonden internationale coproductie (van John de Mol, Charles Falzon en Victor Glynn), bestaande uit 135 afleveringen over het liefdesleven van buitenlandse diplomaten, opgenomen in de La Pampa Studio in Martinez, Argentinië, en bijvoorbeeld de jeugddramaserie Mijn Franse Tante Gazeuse (AVRO, reg. Joram Lürsen, 1997), opgenomen in de Barrandov Studio in Praag, Tsjechië.
Van Barschot werkte als cameraman ook mee aan diverse documentaires. In veel gevallen maakte hij van de gelegenheid gebruik om fotoseries over hetzelfde onderwerp te maken, bijvoorbeeld in relatie tot de documentairereeks Las Vegas: Life in Neon Shadows (reg. Bruce Gray, 1989), over de keerzijde van de glamour in Las Vegas, met onder andere foto's van een stortplaats voor afgedankte neonreclames.
Bij vrijwel alle producties waar Van Barschot aan meewerkte nam hij foto’s tijdens de voorbereidingen en achter de coulissen, in de studio’s en op locatie. Zodoende heeft Van Barschot de ontwikkeling van de televisieproductie in Nederland in de jaren 1970-2000 op unieke wijze van binnenuit gedocumenteerd. Een van zijn bekendste foto’s is die van een redactievergadering van het VPRO -televisieprogramma ‘De Schrijvers’, in café De Engelbewaarder in Amsterdam (1981), met naast de vier aanwezige redacteuren (Cherry Duyns, Krijn ter Braak, Wim de Bie, Ewald Vanvugt) ook een reeks fotoportretten aan de wand, waarmee de foto een gelaagd beeld laat zien. Los van film en televisie realiseerde Van Barschot divers ander fotografisch werk, waaronder portretten, landschapsfoto's en stillevens, merendeels in zwart-wit.
Naast zijn professionele werkzaamheden maakte Van Barschot in de jaren 70 en 80 ook talloze experimentele films op 16mm, vaak met vrienden en bekenden in de hoofdrol. De gedisciplineerde werkwijze die bij televisieprogramma’s nodig was, liet hij hier vieren, ten gunste van een gevoelsmatige manier van filmen.
Van Barschot was een opmerkelijk persoon die door collega’s ook als zodanig wordt gememoreerd. Zo beschrijft Rik Zaal hem als cameraman die er niet voor schuwde om naast muzikanten op een podium zelf gezien te worden, gekleed “in een hippe kaftan,” en om af te stappen op "beautiful people" in het publiek.
Van Barschot was bijzonder geïnteresseerd in muziek, en heeft in dat verband ook als inspiratiebron verwezen naar zijn muziekdocent Frans van Amesfoort op de MULO in Eindhoven (1954-1958). Deze interesse zorgde er ook voor dat hij met Pierre Audi diverse televisiebewerkingen van opera's heeft gemaakt.
Gedurende zijn ruim veertig jarige loopbaan werkte Van Barschot samen met uiteenlopende creatieve geesten die hem ook inspireerden in zijn werk; zo heeft hij onder meer zijn waardering uitgesproken voor producente Ymke Kreiken, als stimulerende kracht tijdens diverse producties voor de VPRO.
Televisieproducties waar Van Barschot aan heeft meegewerkt bevinden zich in het Nederlands Instituut voor Beeld en Geluid.